# البدون في الكويت
البدون أو غير محددي الجنسية أو عديمو الجنسية أو حسب تسمية الحكومة الرسمية مقيم بصورة غير قانونية  هم فئة سكانية تقيم في الكويت بصورة غير قانونية ولا يحملون الجنسية الكويتية أو جنسية غيرها من الدول. وقد خدم غالبية      االل «البدون» في سلكي الجيش والشرطة في الكويت قبل إقدام العراق على غزو الكويت سنة 1990. وبلغت أعداد البدون ذروتها قبل الغزو العراقي للكويت عام 1990 حيث بلغ تعدادهم وفقا للتقديرات الرسمية نحو 350 ألف نسمة إلا أن هذا العدد انخفض بعد تحرير الكويت عام 1991 ليصل إلى حوالي 225 الف نسمة.
وتعتبر قضية البدون من القضايا المؤثرة بشكل كبير على سجل الكويت في حقوق الإنسان.

## التسمية
أطلقت هذه التسمية على البدون لكونهم لا يحملون أي جنسية أي «بدون جنسية» بمعنى آخر عديمي الجنسية أو غير محدّدي الجنسية. ويعود السبب الرئيسي في تسمية فئة البدون في هذا الاسم إلى الفترة التاريخية ما بين 1960 حتى عام 1979 حيث تدرج اسمهم في الوثائق الرسمية من «غير كويتي» ثم «بدون جنسية» ثم «مقيم بصورة غير شرعية».

## تعداد غير محددي الجنسية في الكويت «البدون»
يحمل أكثر من 49 ألفاً من فئة غير محددي الجنسية إحصاء سنة 1965 ويبلغ تعداد فئة غير محددي الجنسية في الكويت طبقا لبيانات هيئة المعلومات المدنية 220 ألف نسمة في يونيو 1985 في حين يعتقد البعض أن العدد الحقيقي هو أربعة أضعاف هذا العدد أي حوالي 400 ألف نسمة قبل غزو الكويت عام 1990. ثم انخفض تعدادهم إلى حوالي 118 ألف نسمة وفقا لآخر الإحصائيات في إبريل 1991  في حين يقدر تعداد من بقي من البدون في نهاية التسعينيات داخل الكويت ب 120 ألف نسمة منهم 55% من دون سن الخامسة عشرة، ويصل معدل الإعالة في عائلاتهم إلى 7 أفراد في المتوسط، وتبلغ نسبة من هم دون التعليم المتوسط 87% حاليًا إذ ازدادت نسبة الأمية في صفوفهم بعد عام 1990. بينما تقدر منظمة مراقبة حقوق الأنسان (هيومن رايتس ووتش) عددهم في تقرير عام 2000 ب 120 ألف نسمة. كما يوجد عدد كبير منهم في المهجر في أوروبا وأمريكا الشمالية وأستراليا.

## جدول زمني لقضية البدون

### فترة ما قبل منتصف الثمانينيات
منذ بداية الستينيات وبعد الطفرة النفطية وحصول دولة الكويت على استقلالها من بريطانيا توسعت الحكومة في منح الجنسية الكويتية لكثير من المهاجرين إلى الكويت لأهداف مختلفة وأُطلق على ذلك اسم «التجنيس السياسي» وبقى الكثير من المهاجرين ممن أخفوا وثائقهم الأجنبية ليتمتعوا بمزايا الإقامة في الكويت ويطلق عليهم اسم الكويتيون البدون وقامت الحكومة بمعاملة أبناء فئة البدون معاملة الكويتيين باستثناء التمتع بالحقوق السياسية. واضطرت الدولة أن تتعامل مع هذه الفئة «البدون» على أنهم أمر واقع في البلاد حيث انخرط الكثير منهم آنذاك في السلك العسكري في الجيش والشرطة وفي الوظائف الحكومية الأخرى فضلا على أن غير محددي الجنسية «البدون» كان يتم تمييزهم في التعامل من قبل الدولة عن الجنسيات العربية الأخرى المقيمة في البلاد وتم بالفعل تجنيس عدد منهم خلال تلك الفترة.

### ما بعد منتصف الثمانينيات
منذ منتصف الثمانينيات بدأت سياسة الحكومة الكويتية بالتغير تجاه فئة الكويتيين البدون وأصبحت تميل أكثر للتضييق عليهم وبالتحديد في سنة 1986 ولدت سياسة سرية اتخذت كمرجع للتعامل مع فئة الكويتيين البدون وتم نشر وافتضاح هذه السياسة على صحيفة الطليعة سنة 2003 حيث قام البعض بتسريبها ولاقت استهجان واسع في الاوساط السياسية والاجتماعية وحتى هذا الوقت لم يُعرَف من قام بتسريبها وما الأهداف من ذلك ألا أن المرجّح لصدور مثل هذه السياسة لاستنفاذ الفائدة من العدد حيث كان يدمج في إحصاءات الدولة ككويتيين يتمتعون بحمل الجنسية مما يتيح لدولة الكويت تصدير كميات البترول حسب اتفاقيات منظمة أوابك والتي تحولت إلى نظام الحصص لدول بعد أن كانت بعدد الأفراد قبل سنة 1983.

### فترة الغزو 1990-1991
شارك بعض البدون في الدفاع عن الكويت وخاصة العسكريين البدون، ومنهم من استشهد ومنهم من أُخذ أسيرا لدى العراق ومنهم من خرج مع القوات الكويتية إلى السعودية ، وشارك الكثير من العسكريين البدون في معركة تحرير الكويت .

### ما بعد التحرير 1991
تقلّص عدد البدون إلى أقل من النصف أي إلى حوالي 100 إلى 120 ألف نسمة حيث ترك معظمهم الكويت وبخاصة أصحاب الشهادات العليا والذين تعلموا ودرسوا في الكويت واستفادت منهم الدول ولا يستبعد أنهم حصلوا على جنسيات الدول التي استقروا فيها.

### 1999
وفي سنة 1999، وعدت الكويت بتقديم إعانات اجتماعية وتصاريح إقامة لمدة خمس سنوات إلى الأفراد من فئة «البدون» الذين تخلوا عن المطالبة بحقهم في الحصول على الجنسية الكويتية. لكن وحسب هاني مجلي المدير التنفيذي لقسم الشرق الأوسط وشمال إفريقيا بمنظمة «مراقبة حقوق الإنسان» (هيومن رايتس ووتش) فإن الآباء من فئة 'البدون' يتعرضون للضغوط لحملهم على التخلي عن حقهم المشروع في الحصول على الجنسية الكويتية. كما أصدر أمير الكويت الراحل الشيخ جابر الأحمد الجابر الصباح مرسوما سنة 1999 يقضي بمنح الجنسية لـ2000 من البدون سنويا، فتم إيقاف القانون ليتم إعادة البث في من خلال مجلس الأمة الكويتي البرلمان الذي أقرّ القانون ولكن يدور جدلا في الكويت بعدم وجود التطبيق الفعلي لقانون التجنيس 2000 كل سنة حيث يتم إدخال ملفات لدول قريبة من الكويت ويتم إيقاف معاملة الجنسية للبدون بسبب قيود وهمية يتم فرضها على جميع البدون في الكويت.

### 2000
أقر مجلس الأمة الكويتي في 16 مايو/أيار 2000 تعديلًا قانونيًا يجعل ما يقل عن ثلث فئة «البدون» مؤهلين للتقدم بطلب لاكتساب الجنسية الكويتية. والتعديل ينص على:
 ويملك قرابة 45 ألف من البدون إحصاء 1965 أي أن الأغلبية تمتلك هذا الإحصاء.
لكن ترد منظمة هيومن رايتس ووتش أن عدد الذين نجحوا في اكتساب الجنسية مع استحقاقهم لها بالغ الضآلة، وأن الكثيرين ممن اكتسبوا الجنسية لا ينتمون إلى فئة «البدون».كما أن هذا شرط عسير التحقيق في ظل عدم التطبيق الفعلي، إذ إن عددًا كبيرًا قد تم حرمانهم من حق التعليم والتطبب والتنقل والتملك مما تسبب بزيادة معدلات الأمية بينهم.

### 2001
أقرت الحكومة الكويتية بمنح الجنسية الكويتية ل626 من فئة «البدون»
وهو عدد ضئيل مقارنة بالتعامل اللا إنساني والمجحف بحق من لا يحصل على الجنسية.

### 2006
نشرت الجرائد الرسمية في الكويت عنوان باسم (فرصة لا تعوض للبدون) وذلك لبيع جوازات سفر دول عربية وأفريقية التي اتضح فيما بعد أنها مقلب وجميع الجوازات التي تم بيعها مزوّرة.

### 2007
أقر مجلس الأمة الكويتي قرارًا بتاريخ 30 مايو 2007 يقضي بتجنيس ألفين شخص من فئة غير محددي الجنسية أو البدون في الكويت وقد حظي القرار 45 صوتًا لصالح القرار مقابل معارضة نائب واحد وامتناع نائبين آخرين عن التصويت وفي نفس العام وبالتحديد قبل نهاية العام بيوم واحد فقط تم تجنيس 573 فرد من بينهم فقط 26 كويتي بدون أما البقية فيعتبرون من دول الجوار أو من حاملي الجنسية لدول أخرى في المقابل تجد عدد من لم يتم منحة شهادة ميلاد ما يقارب من 3 آلاف طفل كويتي بدون يحرم من شهادة ميلاد مما يتسبب بحرمانه من التطعيمات والتعليم وحتى تحديد هوية رسمية

### 2008
لم يُطبَّق قانون تجنيس الألفين المقر بسيادة الأمة في المقابل سُحِبت الجنسية من خمسة أشخاص لإخراج الحكومة من مآزق الاستجوابات من بعض النواب، كما تم إنشاء لجنة عليا سميت بلجنة ثامر ولا يعرف صحة قراراتها بخاصة أنها لا تعد دستوريا أو قانونيا في اتخاذ التدابير الفعلية للتجنيس في منح أو الرفض مما لاقت بعض الاستهجان من قبل بعض النواب والكتاب في الجرائد كما أنه لم يتم تطبيق قانون تجنيس 2000 كويتي بدون في سنة 2008

### 2009
صدور أول قرار قضائي مستند إلى أحقية الفرد في الحصول على عقود زواج وشهادات ميلاد علما بأن هذه القرار يدين السلطة التنفيذية في عدم تطبيقها القانون منذ بدء قانون الجنسية وحتى وقتنا هذا ونظرا للتحايل في عدم تطبيق القانون أوصل الأفراد المعروفين باسم الكويتيين البدون إلى اللجوء للقضاء كجهة تصدر منها وثائق رسمية.
يدور جدلا عن إصدار بطاقة ممغنطة «ذكية» ولا يعرف مدي صحة الخبر من حيث استمرار سياسة التضييق والاقصاء أو السعي إلى وضع حلول مؤقته لا تنتهي إلا بعرقلة الحل الجذري القائم على استحقاق الحصول على الجنسية الكويتية للأفراد المعرفين باسم الكويتيين البدون.
أن الكويت مدعوه -ممثلة بوزير العدل- إلى المثول أمام المدعي العام الدولي في شهر مايو سنة 2010 كان هذا تصريح وزير العدل السابق بعد حل المجلس وتغير الحكومة والعودة لاحقا كنائب في مجلس الأمة. صدور البطاقة الممغنطة للكويتيين فقط على أن تلحق بعد سنة للمقيمين ولم يتم الإشارة إلى الأفراد من فئة الكويتيين البدون.
للمرة الأولى في تاريخ الكويت وبالتحديد في تاريخ 10/12/2009م (اليوم العالمي لحقوق الإنسان) تتحول الدولة إلى دولة بوليسية حيث يتم محاصرة مجلس الأمة بعدد لا يستهان به من قوات الشرطة والجيش مدعومة بإغلاق المنافذ وتحويل السيارات وأحداث ازدحام مروري وقد كان لها أثر في عدم اكتمال النصاب في مجلس الامة ومن ثم إلغاء الجلسة المقررة والغرض إبطال إقرار قانون الحقوق المدنية للكويتيين البدون.
الحكومة ذكرت على لسان وزارة الداخلية أن ما قامت به هو باب الحيطة والحذر بعد دعوة أحد النواب للاعتصام السلمي في اليوم العالمي لحقوق الإنسان في الساحة المقابلة لمجلس الأمة (ساحة الإرادة) ولكن يبقى في نظر أغلبية النواب أنه تصرف طائش والغرض منه إبطال جلسة مجلس الأمة بعد مرور قانون الحقوق المدنية من لجان قامت بعتمادة ليتم إلحاقه بجلسة أخرى في تاريخ 24/12/2009م.
أُجِّلت الجلسة المقررة بتاريخ 24/12/2009م بسبب تعارضها مع جلسة مخصصة لقضية القروض وبذلك ترحل إلى جلسة أخرى مع وجود جدل قائم على عدم منح الكويتيين البدون كامل الحقوق المدنية والتي يتمتع بها جميع المواطنين والمقيمين سوي الكويتيين البدون.
لم يتم تطبيق قانون تجنيس 2000 كويتي بدون في سنة 2009.

### 2010
منظمة هيومن رايتس ووتش انتقدت الكويت على إساءة معاملة نحو مائة ألف من «البدون» وقالت أن الدولة لم تعترف بحق هؤلاء الذين يقيمون في الدولة منذ فترة طويلة بالحصول على الجنسية أو الإقامة الدائمة. وأضافت المنظمة أن هؤلاء «يواجهون قيودا في الحصول على الوظائف والرعاية الصحية والتعليم والزواج وتكوين اسرة»، {{اقتباس مضمن|داعية الحكومة الكويتية إلى الاعتراف بحقهم في الحصول على الجنسية.
في تاريخ 4/2/2010 وعد أمير البلاد الشيخ صباح الأحمد بإيجاد حل لقضية الكويتيين البدون وأصحاب القروض وذلك بعد لقاء والاجتماع مع نواب مجلس الامة وحتى وقتنا هذا لايوجد حل ملموس علي ارض الواقع.
 في 12/5/2010 (محكمة العدل الدولية - جنيف) 
في ظل مشاركة وزير الشؤون الاجتماعية والعمل الدكتور محمد العفاسي بعد رفض من وزير العدل الكويتي المشاركة في المحكمة الدولية في جينف لاقت كلمة الدكتور محمد العفاسي الكثير من الانتقاد على المستوى الشعبي والنواب مجلس الأمة حيث ذكر أن الكويتيين البدون يتمتعون بجميع الحقوق المدنية والاجتماعية !، يذكر أن الدكتور العفاسي انتقد قيام بعض الناشطين الكويتيين البدون بتوزيع برشورات وأقراص (سي دي) على المشاركين في المحكمة الدولية في جينف كتوضيح منهم لما يلاقية الفرد الكويتي البدون معتبرا قيامهم بهذا العمل إساءة لسمعة الكويت !
بدورها قامت منظمة هيومان رايتس على لسان نائب المدير التنفيذي لقسم الشرق الأوسط وشمال أفريقيا  جو ستورك برفض المزاعم التي ذكرها الدكتور محمد العفاسي بوصفهم «سكان غير شرعيين» يلتمسون الحصول على الجنسية الكويتية. لكن الكثير من الأسر «البدون» تعيش في الكويت منذ أجيال، منذ تأسيس دولة الكويت، لكنهم أخفقوا في التقدم بطلب الجنسية في الوقت المناسب والآن لا يمكنهم تقديم طلبهم بالجنسية أمام المحاكم لأن قانون الجنسية لعام 1959 يحظر المراجعة القضائية لهذه. وتُصنف الكويت الآن «البدون» على أنهم سكان لا يتمتعون بالوضع القانوني.

### 2011
اعتصم كثير من الشباب من فئة الكويتيون البدون باعتصام للمطالبة بأحقيتهم بالجنسية الكويتية والمطالبة بتحقيق العدل والمساواة لهم ومنحهم الحقوق الإنسانية كمثل إصدار شهادة ميلاد وشهادة وفاة وحرية التنقل من خلال صرف جوازات السفر والسماح لهم بالعمل الحر الشريف.
فقد اعتصم عدة آلاف من الشباب الكويتيون البدون باعتصام سلمي وكان ذلك يوم الجمعة الموافق 18 فبراير 2011 وعلى مدى ثلاثة أيام في منطقة الجهراء والصليبية ومنطقة الأحمدي وقد تم منع المعتصمون بالغازات المسيلة للدموع وخراطيم المياه وقد تدخلت الشرطة والقوات الخاصة بتفريق المعتصمين.
هذا وقد تم تعليق عمليات الاعتصام على وعد من الوزراء ونواب مجلس الأمة بحل المشكلة عن طريق عقد جلسة خاصة في 8 مارس 2011.
مبادرة اتفاق نيابي حكومي على اقرار ما قيل عنه حقوق مدنية وهي بالاصل حقوق طبيعية كشهادة ميلاد وشهادة وفاة.
خلاف نيابي حكومي على عدم إصدار قانون لانه يلزم الحكومة واكتفاء باصدر قرار من مجلس الوزراء.
تكرر المظاهرات مرة اخري بتاريخ 11 مارس 2013 على اثر اختلاف الحكومة ومجلس الامة.
تحول لجنة المقيمين بصورة غير قانونية والمعنية بشئون فئة عديمي الجنسية (البدون) إلى الجهاز المركزي لمعالجة أوضاع المقيمين بصورة غير قانونية برئاسة صالح الفضالة بدرجة وزير.
قام الجهاز المركزي بأرسال كتب إلى الهيئات والوزارات بعدم التعامل مع فئة عديمي الجنسية (البدون) ووجود ردود فعل ترفض هذا الامر مما دعى الجهاز المركزي إلى تبرير أن الهدف المحافظة على حقوق المقيمين بصورة غير قانونية بما نصه «لا يجوز لأي جهة الانفراد باتخاذ أي اجراءات تتعلق بالتعامل مع اوضاع المقيمين بصورة غير قانونية دون التنسيق مع الجهاز باعتباره الجهة المرجعية الرسمية الوحيدة للتعامل مع هذه الفئة، وعلى جميع الجهات الحكومية وغيرها التعاون مع الجهاز لانجاز أعماله، وموافاته بما يطلبه من معلومات ومستندات ووثائق والتقيد بما يصدر عن الجهاز من قرارات وتعاميم».
استمرار المخاطبة من قبل الجهاز المركزي للجهات الحكومية بعدم تعيين البدون والتعامل معهم إلا بعد الرجوع للجهاز مما أثار عدت استهجانات من قبل الفئة كما قامت جميعة حقوق الإنسان الكويتية بنفي ذلك على الرغم من نشره في الصحف اليومية.
في تاريخ 18 فبراير 2011 إندلعت مظاهرة بدأت في تيماء (الجهراء) وسقوط 5 جرحى بعد مصادمات مع قوات الأمن مما دعا إلى مظاهره أخرى في منطقة الصليبية والاحمدي طلب فيها التهدأه وضبط النفس حتى تفرغت المظاهرة دون وجود أي مصادمات وتعتبر المظاهرة الأولى التي تحمل لواء المطالبة بالحقوق كاملة.
ثم صدر قرار بتحويل لجنة المقيمين بصورة غير قانونية والمعنية بشئون فئة عديمي الجنسية (البدون) إلى الجهاز المركزي للمقيمين بصورة غير قانونية ويرأسه صالح الفضالة بدرجة وزير.
قيام الجهاز المركزي بأرسال كتب إلى الهيئات والوزارات بعدم التعامل مع فئة عديمي الجنسية (البدون) ووجود ردود فعل ترفض هذا الامر مما دعى الجهاز المركزي إلى تبرير أن الهدف المحافظة على حقوق المقيمين بصورة غير قانونية بما نصه «لا يجوز لأي جهة الانفراد باتخاذ أي اجراءات تتعلق بالتعامل مع اوضاع المقيمين بصورة غير قانونية دون التنسيق مع الجهاز باعتباره الجهة المرجعية الرسمية الوحيدة للتعامل مع هذه الفئة، وعلى جميع الجهات الحكومية وغيرها التعاون مع الجهاز لانجاز أعماله، وموافاته بما يطلبه من معلومات ومستندات ووثائق والتقيد بما يصدر عن الجهاز من قرارات وتعاميم».
في يوم الجمعة الموافق 2011/2/18، قامت مجموعه من البدون بتظاهره سلميه وقامت القوات الخاصة بمهاجمتهم بخراطيم المياه والرصاص المطاطي وفي اليوم التالي اشتعلت الاحتجاجات في كل من مدينة الصليبيه حيث تم تطويقها ونشر القوات الخاصة. ولا زالت المظاهرات مستمره لتحقيق مطالب البدون وهي السماح لهم بالزواج حيث أن الحكومة لاتستخرج لهم عقود زواج ولا اثباتات رسميه ولا شهادات ميلاد ولا حتى شهادات وفاة.

### 2013
قام الناشطين والحقوقيين بالدعوة إلى التظاهر السلمي في اليوم العالمي للاعنف بتاريخ 2-10-2013 سرعان ما تحول من قبل قوات الداخلية بقمع المتظاهرين مما يعكس رغبة الحكومة لتفويت الفرصة على المطالبين بحق المواطنة من فئة الكويتيين البدون، كما فقد الشاب عبد اللطيف عجيل الشمري في عينه اليمنى عندما ضربتها رصاصة مطاطية من قبل القوات الخاصة والمختصة بقمع المتظاهرين.
في يوم 3-10-2012 قامت الحكومة برفع كتاب عدم تعاون مجلس الامة هدف من ذلك كسب ود المعارضة التي طالبة بحله وجعل قضية الكويتيين البدون غير مهمة بالنسبة لهم

### 2014
اعتبارا من شهر نوفمبر عام 2014، عرضت الحكومة الكويتية جزر القمر على البدون كوسيلة لجعل الحوافز مجانية مثل التعليم والرعاية الصحية والحق في العمل المتاح.

### 2015
تظاهر البدون في تاريخ 2 -10 -2015 في منطقة الصليبية وتيماء إلا أنه تم فض التجمهر وقمع الاحتجاج.

### 2016
صرح وكيل وزارة الداخلية المساعد لشؤون الجنسية والجوازات اللواء مازن الجراح بإنه غير مستعد لقبول ضغوطات من أمريكا بخصوص البدون، كما أن من بين 110 آلاف شخص من غير محددي الجنسية هناك نحو 80 ألفا لا أمل لهم في الحصول على شرف الجنسية الكويتية، كما أن هناك 32 ألف شخص من شريحة غير محددي الجنسية قد يحصلون على الجنسية الكويتية ولكن ذلك ليس بالضرورة لأن الأمر سيادي، كما نسعى مع دولة جزر القمر ودولتين غيرهما للقيام بإصدار جوازات سفر وجناسي للبدون في الكويت.

### 2017
قام شاب من البدون يبلغ من العمر 27 عامًا بإحراق نفسه أمام مركز أمن منطقة النعيم في محافظة الجهراء بتاريخ 21-9-2017 بمحاولة إنتحار فشلت بعد تمكن رجال الأمن من إطفاء الحريق ونقله إلى المستشفى، وقد لاقت الحادثة صدى واسع على مواقع التواصل الإجتماعي بالكويت.

### 2018
- قام أحد البدون بحرق نفسه[27] كما طالب عضو مجلس الأمة عبد الكريم الكندري بفتح تحقيق موّسع حيال ذلك الموضوع إلا إنه تم تجاهل طلبه.[28]
- تم إصدار قرار بمنع إلتحاق أطفال البدون في المدارس الخاصة لمن ترفض لجنة المقيمين بصورة غير قانونية بإصدار أو تجديد بطائقهم [29][30] مما أثار حفيظة المغردين في وسائل التواصل الاجتماعي مما حدى على وزارة التربية بإلغاء ذلك القرار.
- تكرر محاولة الانتحار لشاب أخر في تاريخ 26-2-2018 امام محكمة الجهراء بعد الضغط المنظم ضد فئة الكويتيين البدون لإجبارهم على التوقيع والإعتراف بجنسية لا يحملونها من قبل الجهاز المعني بالبدون والمسمى الجهاز المركزي للمقيمين بصورة غير قانونية ويعتبر انتهاك صارخ للقوانين المحلية والدولية بإجبار الافراد على الاعتراف بجنسية لا يحملونها أو حرمانهم من بطاقة المراجعة والتي تنتهي كل سنة في احسن الأحوال أو ثلاث شهور حسب ما يراه المسئولين في الجهاز «بدون» يحرق نفسه مقابل محكمة الجهراء.
- موافقة مجلس الامة في المداولات الثانية على إعادة قبول أبناء البدون إلى السلك العسكري ويعتبر تعديل للمادة (29) من قانون الجيش الكويتي علمًا بأن القانون عُدِّلَ سابقا سنة 1993 ليتسبب في حرمان البدون من دخول الجيش والحاجة الآن لأعداد البدون في الجيش اجبرت الحكومة إلى صياغة المادة مرة أخرى مع إدخال فئات أخرى كمثل أبناء الكويتيات ولاقت صدى ما بين مرحب وملزم الدولة بعدم القبول بأبناء الكويتيات من جنسيات مختلفة الموافقة على قبول البدون في الجيش

### 2019
- في يونيو 2019 أقدم الشاب عايد حمد مدعث وهو من «البدون» في الكويت، على الانتحار شنقًا بحبل داخل غرفة بمدينة سعد العبد الله في محافظة الجهراء في ظروف غامضة، ونُقِل جثته إلى الإدارة العامة للأدلة الجنائية. وتداول نشطاء أنباءً بأن سبب انتحار الشاب هو الوضع المادي الذي يعاني منه وطرده من وظيفته لعدم حمله بطاقة أمنية (بطاقة مراجعة الجهاز المركزي ويجب أن تُجدّد سنويًا وهناك من يُفرض عليه أن تُجدّد بطاقته كل بضعة أشهر)؛ الأمر الذي أثار تعاطف النشطاء معه ومع قضية ”البدون“ وإلقاء اللوم على الجهات المعنية لعدم إيجادها أي حل للمشاكل التي يعاني منها البدون. وكان مستشار السفير الأمريكي في الكويت قد تقدّم لعائلة الشاب المنتحر عايد حمد مدعث بالتعزية عند زيارته لهم، وهو ما عدّ بمثابة ممارسة ضغط أمريكي باتجاه حل القضية، وقد استهجن بعض المحسوبين على الجهاز المركزي والمؤيدين لإجراءاته ضد الكويتيين البدون هذه الزيارة.[31]
- عادت الاعتصامات إلى الساحة مرة أخرى نظرًا لما يعانيه الكويتيون البدون من حرمان من الخدمات الأولية، وصل إلى حدّ وقف حساباتهم البنكية وتعطيل جميع حقوقهم المدنية.[32]
- اعتقال 12 ناشطًا في قضية البدون من الكويتيين البدون دون أن توجّه إليهم أي اتهام، في محاولة لكبح نشاطهم في المطالبة بحق المواطنة للجميع. ولم يفرج عنهم حتى اللحظة (25 يوليو 2019).[33]

- يوليو 2019: اعتصامات بساحتي تيماء (تُعرف محليًا بساحة الحُريّة / طالع الصورة) في الجهراء والإرادة في مدينة الكويت، واستمرت لأكثر من عشرة أيام، بدرجة حرارة تجاوزت 49 درجة في الظل (طقس الكويت الحار) واستمرت لساعات متأخرة من الليل.
- بتصريح من رئيس مجلس الامة مرزوق الغانم عن حل شامل وعادل لقضية البدون بتوجيهات أمير البلاد (دون ذكر تفاصيل الحل الشامل والعادل) [34]
- وفاة الشاب عبد العزيز سالم حميد الشمري الذي حاول الانتحار بحرق نفسه في سنة 2018، وعلى الرغم من طلب فتح تحقيق في مجلس الامة لبحث الأسباب التي أدّت إلى الحادثة، إلا أن انتهاج الجهاز المركزي سياسة الضغط المنظم على المؤسسات أدّى إلى وقف التحقيق. وتصدر هشتاق #عبد العزيز_سالم_حميد_الشمري وسائل تواصل الاجتماعي في الكويت.[35]

### 2021
- في 23 فبراير، انتحر الطفل «علي خالد ياسر الشمري» البالغ من العمر 11 عامًا بشنق نفسه مستخدمًا سلك وحدة التكييف في غرفته. وجاء انتحاره بسبب التضييق المادي الذي عانت منه أسرته - مكونة من خمسة إخوة وأخوات آخرين إضافة لوالدته ووالده - في ظل الإجراءات الصارمة التي انتهجها الجهاز المركزي لمعالجة أوضاع المقيمين بصورة غير قانونية بالطلب من البنوك عدم التعاون مع البدون وهو ما أدّى إلى حجب راتب والده الذي يقدر بنحو 150 دينارًا لمدة ثلاثة أشهر، وكانت آخر كلمات قالها الطفل لوالده قبل أن يدخل غرفته مساء ليخلد إلى النوم: «بإذن الله ما أخليك محتاج لأحد».[36]

## البدون من أولاد الكويتيات
البدون من أبناء الكويتيات كذلك يعانون من تناقض قانون الجنسية الكويتي في المادة الثانية لسنة 1959 مع الدستور الكويتي حيث أن المواد التالية من الدستور تنص على المساواة ما بين المواطن والمواطنة في جميع مناحي الحياة.
- المادة السابعة: «العدل والحرية والمساواة دعامات المجتمع، والتعاون والتراحم صلة وثقى بين المواطنين.»
- المادة التاسعة والعشرون: «الناس سواسية في الكرامة الإنسانية، وهم متساوون لدى القانون في الحقوق والواجبات العامة، لا تمييز بينهم في ذلك بسبب الجنس أو الأصل أو اللغة أو الدين.»

وحيث أن قانون الجنسية رقم 15 لسنة 1959 في المادة الثانية تنص على:
- المادة الثانية: «يكون كويتيًا كل من ولد، في الكويت أو في الخارج، لأب كويتي.»

حيث يفرّق القانون الجنسية ما بين منح الجنسية لابن الكويتي وأولاد الكويتية مما حدى بالمنظمات الدولية بنشر تقاريرها وإرسال تحذير سنوي بعدم التمايز بين المواطنين والمواطنات مثل منظمة هيومن رايتس 
كما ينص قانون الجنسية الكويتي بتجنيس أبناء الكويتيات فقط (من فئة المطلقات طلاق بائن أوالأرامل) وذلك وفقًا للمادة الخامسة الفقرة ب لقانون الجنسية لسنة 1959 والتي تنص على جواز منح الجنسية الكويتية بمرسوم بناء على عرض وزير الداخلية:
- «للمولود من أم كويتية، المحافظ على الإقامة فيها حتى بلوغه سن الرشد إذا كان أبوه الأجنبى أسيرا أو طلق أمه طلاقا بائنا أو توفى عنها. ويجوز بقرار من وزير الداخلية معاملة القصر ممن تتوافر فيهم هذه الشروط معاملة الكويتيين لحين بلوغهم سن الرشد.»

كما أن هذه المادة غير مفعّلة إلا فقط لأبناء الكويتيات من معلومي الجنسية (وليس البدون) حيث تصدر كشوفات التجنيس محتوية على تجنيس أفارقة وخليجيين وأجانب، حيث تم إصدار عدد من الدفعات لتجنيس لأبناء الكويتيات منذ عام 1988 وفقًا للجدول التالي:
| التسلسل | السنة | عدد الأسماء |
| ------- | ----- | ----------- |
| 1       | 1988  | 6           |
| 2       | 1989  | 1           |
| 3       | 1997  | 137         |
| 4       | 1999  | 51          |
| 5       | 2000  | 279         |
| 6       | 2003  | 368         |
| 7       | 2004  | 916         |
| 8       | 2006  | 2           |
| 9       | 2012  | 543         |
| 10      | 2013  | 50          |
| 11      | 2015  | 3           |
| 12      | 2016  | 181         |
| 13      | 2017  | 141         |

- كما قد صرح رئيس الجهاز المركزي لمعالجة أوضاع المقيمين بصورة غير قانونية السيد صالح الفضالة بإن أعداد أبناء الكويتيات البدون من فئة أبناء المطلقات والأرامل لا يتجاوزون الألف [41]

وفي عام 2013 قام عضو مجلس الأمة أحمد لاري بإقتراح بقانون عقيم لتجنيس أبناء الكويتيات معلومي الجنسية، ولا يشمل البدون من أبناء الكويتيات وفقًا لنظام النقاط وكان الاقتراح ينص على المواد التالية:
- المادة الأولى: تختص اللجنة العليا للجنسية بدراسة استحقاق أبناء المرأة الكويتية المتزوجة من زوج يحمل جنسية غير كويتية بموجب نقاط الاستحقاق المدرجة بالمادة الثانية من هذا القانون حسب الشروط والمواصفات المطلوبة، وذلك بناءً على تقدم الأم الكويتية بطلب تجنيس للأبناء وموافقة كتابية من الابن البالغ لسن الرشد على الطلب المعد سلفًا من قبل اللجنة العليا موضحًا فيه رغبته بالتنازل عن جنسيته الحالية في حال استحقاقه للجنسية الكويتية.
- المادة الثانية: تنظر اللجنة العليا للجنسية بالطلب المقدم من ابن المواطنة الكويتية لدراسة استيفائه للحد الأدنى من النقاط التي يجب أن يحصل عليها والتي يجب أن لا تقل عن عشر نقاط وفقًا للمعايير المحددة للبت في أحقية المتقدم للجنسية الكويتية من عدمه.

فإذا حصل مقدم الطلب على عشر نقاط كحد أدنى تقوم اللجنة بالمضي في البت في طلبه، على أن تكون الأولوية في التجنيس للحاصلين على النقاط الأعلى.
- مادة ثالثة: يجب أن تبت اللجنة العليا في الطلب المقدم إليها خلال مدة لا تزيد عن 60 يومًا من تاريخ تقديم الطلب إليها، وتقدم تقريرًا مفصلًا لوزير الداخلية الذي يرفعه بصفته لرئاسة مجلس الوزراء، يستند على أسباب الموافقة على منح الجنسية من عدمه، ولا يجوز التظلم أو الاعتراض أو إعادة تقديم طلب في حال رفضه إلا إذا توافرت مواصفات جديدة تمنح المتقدم نقاطًا أعلى.
- مادة رابعة: إن إنطباق الشروط لا يعني الحصول على الجنسية، حيث إنه بعد اكتمال المواصفات التي يحوز عليها المتقدم وبعد التحقق من حصوله على الحد الأدنى من النقاط يبقى الأمر من الأمور السيادية للدولة لحين تقدير الأفضلية للمتقدم من بين المتقدمين الآخرين في النسب المسموحة للتجنيس.
- مادة خامسة: هذا القانون لا يشمل أبناء الكويتية المتزوجة من زوج من غير محددي الجنسية.
- مادة سادسة: يلغى أي حكم يتعارض مع أحكام هذا القانون.[42][43]

وقد تم إحياء اقتراح هذا القانون من قبل نواب آخرين مرة أخرى بعد سقوط النائب السابق أحمد لاري في عام 2017.
كما قد قام أعضاء مجلس الأمة (الحميدي السبيعي، ثامر الظفيري، خالد العتيبي، علي الدقباسي، ماجد المطيري) باقتراح بقانون بتعديل قانون الجنسية وجعل التجنيس لجميع أبناء الكويتيات أسوةً بأبناء الكويتيين وذلك حتى لا يخالف مواد الدستور التي نصت على المساواة بين الذكر والأنثى.